# ガイウス・ルキリウス
ガイウス・ルキリウス(Gaius Lucilius　不明 - 紀元前103年頃)は、古代ローマの詩人。

## 生涯
ガイウス・ルキリウスはラティウムのスエッサアウルンカ、現在のイタリア南部カンパニア州にあるセッサ・アウルンカで誕生した。ルキリウスの生涯は不明な点が多い。ルキリウスの誕生年は紀元前180年、170年、168年、148年など諸説あり正確な年は分かっていない。エクィテスの出自であった。
裕福な家庭であったとされ、優れた教育を受け、古典ギリシア語が堪能であった。
若いころにローマに移って、スキピオ・アエミリアヌスが主催するサークルに所属した。スキピオ・サークルで交友関係を広めた。生涯の多くをローマで送る。紀元前134年に勃発したヌマンティア戦争でスキピオ・アエミリアヌス率いる部隊に騎兵として従軍した記録が残っている。ルキリウスは紀元前103年あるいは紀元前102年頃にネアポリス、現在のナポリで没した。

## 作品
いつごろからルキリウスは詩作を始めたかは不明であるが、中年期からとされる。ルキリウスは風刺詩を書き始め、30巻もの『風刺詩集』を発表する。その30巻のほとんどはヘクサメトロス形式を用いている。それはスキャンダル、交友関係、社会、政治、人物などを縦横無尽に風刺したものである。よく知られているのはホメロスの冗長な文体などを風刺したものであり、そのほかにもギリシア悲劇詩や叙事詩などのパロディ化を試みている。ルキリウスはとりわけ古典ギリシア時代の詩人を強く批判した。ホラティウスやユウェナリス、ユヴェナールといったような詩人たちに影響を及ぼした。
30巻の『風刺詩集』の大部分は後年に失われて、現在では断片の一部が残るのみである。断片は後年の著作家たちが著作に引用する形で残っているものが中心である。1597年にライデン出身のオランダの古典学者であるフランシスカス・ドゥーザが『風刺詩集』の断片を取集してまとめたものを発表している。